# 리키 에코레테
리키 에코레테(독일어: Ricky Echolette, 1960년 8월 6일 ~ )는 독일 신스팝 밴드 알파빌의 전 멤버이다.